# Anahí González Hernández
Anahí González Hernández (Cancún, Quintana Roo; 6 de abril de 1992) es una política mexicana, miembro del partido Morena. Desde el 1 de septiembre de 2021 es diputada federal en la LXV Legislatura del Congreso de la Unión.

## Primeros años
Alma Anahí González Hernández nació el 6 de abril de 1992 en la ciudad de Cancún, Quintana Roo. Estudió la licenciatura en psicología en la Universidad La Salle Cancún. De 2018 a 2021 fue regidora del municipio de Benito Juárez, Quintana Roo, en la presidencia municipal de Mara Lezama.

## Diputada federal
En las elecciones federales de 2021 fue postulada por el partido Movimiento Regeneración Nacional como diputada federal por el distrito 2 del estado de Quintana Roo, con cabecera en Chetumal. Ocupó el cargo en la LXV Legislatura del Congreso de la Unión desde el 1 de septiembre de 2021. Dentro del congreso es secretaria de la comisión de turismo.